# Marc-Auguste Pictet
Pour les autres membres de la famille, voir Pictet.
Marc-Auguste Pictet, né le 23 juillet 1752 à Genève et mort le 19 avril 1825 dans la même ville, est un physicien, météorologue et astronome  suisse. Thomas Jefferson écrivit en 1794 que Pictet lui était connu « as standing foremost among the literati of Europe ». C'est malgré tout comme rédacteur de la partie scientifique de la Bibliothèque britannique, devenue Bibliothèque universelle en 1816, qu'il a été le plus connu de ses contemporains.

## Jeunesse et formation
Fils aîné de Charles Pictet de Cartigny, colonel au service de Hollande, et frère de Charles Pictet de Rochemont, Marc-Auguste entre à 14 ans à l’auditoire des belles-lettres de l’Académie de Genève. Il y étudie ensuite les sciences, puis le droit, et prête son serment d’avocat devant le Petit Conseil en 1774. Passionné d'astronomie, il devient en 1773 l’un des deux assistants de l’astronome Jacques-André Mallet qui venait de mettre sur pied le premier observatoire de Genève, sur le bastion de St-Antoine. En 1775-76, il effectue un voyage de formation en Angleterre, qui le met en contact avec les principaux savants de Londres. De retour à Genève, il se marie avec Suzanne-Jeanne-Françoise Turrettini. Ils auront trois filles : Marianne (1777-1841), Caroline (1780-1841) et Albertine (1785-1834).

## Voyage autour du Mont-Blanc
Passionné par la météorologie et l’alpinisme, Marc-Auguste Pictet effectue dès 1776 des relevés météorologiques systématiques, une science qui continuera à le passionner toute sa vie en tant que physicien, journaliste rédacteur ou encore directeur de l'Observatoire de Genève. En 1778, il participe avec son ancien professeur et ami Horace Bénédict de Saussure à une expédition autour du Mont Blanc pendant laquelle ils gravissent le Buet (3 096 mètres). En combinant un relevé barométrique et un calcul trigonométrique, ils estiment l'altitude du Mont-Blanc à 4 775 mètres, un chiffre assez proche de la valeur actuelle (4 810 m),. Les relevés topographiques qu'il effectue alors avec son maître Jacques-André Mallet lui permettent d'esquisser une « Carte particulière des glaciers du Faucigny et des environs du Mont Blanc », qui est insérée dans le premier volume des Voyages dans les Alpes de Saussure (1779). Quoique modeste, cette carte n'en est pas moins la première à offrir un plan de la région basé sur l'observation directe, sans tenir compte des représentations traditionnelles.

## Carrière scientifique

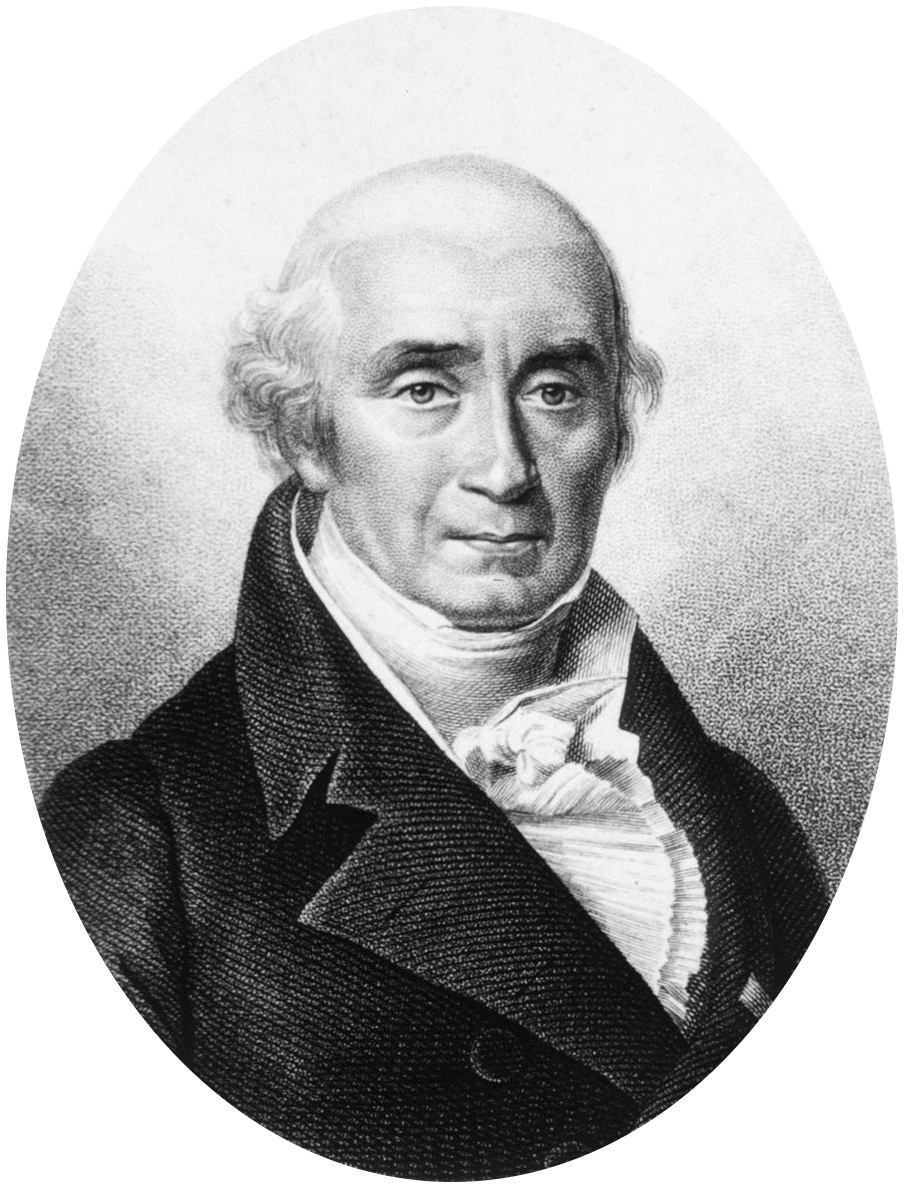
Gravure de Marc-Auguste Pictet par Firmin Massot.

En 1786, Marc-Auguste Pictet devient professeur de philosophie naturelle, puis physique expérimentale (1802), à l'Académie de Genève, en succession de son maître Horace-Bénédict de Saussure. Outre cet enseignement académique, poursuivi jusqu'à sa mort en 1825, il donnait depuis 1784 des démonstrations payantes qui furent très suivies (jusqu'à 80 à 120 auditeurs par année) ainsi que des cours de mécanique et de physique gratuits à l'usage des "artistes" (artisans) dans le cadre de la Société des arts, puis du muséum d'histoire naturelle. De nombreux savants furent ainsi ses élèves, dont les physiciens Auguste De la Rive, Daniel Colladon, Georges Maurice et François Marcet, les chimistes Théodore de Saussure et Jean-Baptiste Dumas ou encore l'astronome Jean-Alfred Gautier. 
Dès 1784, Pictet fait de la chaleur rayonnante l'objet principal de ses recherches. Avec Saussure, il réalise d'emblée une expérience confirmant l'existence d'un « rayonnement thermique » déjà postulé par Scheele, et dont il démontre la propriété d'être réfléchie et concentrée par des miroirs paraboliques. Il réalise ensuite une expérience qui semble démontrer la réflexion apparente du froid : avec deux miroirs concaves, il concentre le "rayonnement" d'une bouteille remplie de glace sur un thermomètre. Les résultats de ces recherches sur le calorique sont publiées en 1790 sous le titre Essai sur le feu. Ils alimenteront pendant un certain temps les discussions sur la nature du feu, en particulier les travaux de Pierre Prevost (théorie de l'équilibre mobile de la chaleur rayonnante, 1791), de John Leslie et de Benjamin Thompson, comte Rumford. Ses recherches des années 1780 sur le comportement thermique des couches atmosphériques proches du sol l'amèneront à conclure (faussement) que l'inversion nocturne du gradient de température était dû à l'évaporation à partir du sol. Ces recherches seront reprises après sa mort par son élève François Marcet.   
Très au fait de l'actualité scientifique de son temps, Pictet fut aussi, dès 1789, un partisan de la chimie de Lavoisier et dans les années 1806-1814 un zélé propagandiste des travaux du chimiste Davy.   
Dans le domaine cartographique, Pictet réalisa une Carte de la partie des Alpes qui avoisine le Mont-Blanc, publiée dans le second volume des Voyages dans les Alpes de Saussure  (1786), ainsi qu'un Plan de Genève (1787). Sa carte du Lac Léman, préparée avec son maître Jacques-André Mallet est en revanche demeurée inédite.
Passionné de techniques, Pictet entre en 1776 à la Société des arts de Genève, dont il devient vice-président en 1787, et qu'il préside de 1799 à 1825. Il tente par ailleurs de mettre sur pied une manufacture de faïences fines sur le modèle anglais (1786-1796), une expérience industrielle qui se solde par un échec commercial cuisant. 
En tant que président du comité de mécanique de la Société des arts, Pictet organise à partir de 1790 des concours d'horlogerie. Il réalise également d'innombrables expertises techniques pour cette même Société. En 1791, il participe à la fondation de la Société de physique et d'histoire naturelle de Genève, qui bénéficie grandement de son important réseau de correspondance. Grâce à plusieurs voyages en Angleterre (1775-1776, 1787, 1798, 1801, 1818), il est en effet bien introduit dans les milieux scientifiques anglais et correspond régulièrement avec Benjamin Thompson, Jean-André Deluc, Charles Blagden, Joseph Banks, Alexander Aubert, James Hall, Humphry Davy, David Brewster, Richard Chenevix, etc.. Il fréquente aussi les savants parisiens (Cuvier, Dolomieu, Fourcroy, Ampère, Jacques Charles, mais aussi Humboldt), surtout à partir de sa nomination au Tribunat en 1802. Il a enfin de nombreux correspondants en province, ainsi qu'en Italie et dans le reste de la Suisse.
En 1790, à la mort de Jacques-André Mallet, iI devient également directeur de facto de l’observatoire de Genève, une position qu'il conservera jusqu'à la nomination en 1819 de Jean-Alfred Gautier. À la suite de Chladni, il fut l'un des premiers à soutenir que les météorites avaient une origine extra-terrestre.

## LaBibliothèque britannique
En 1796, Marc-Auguste lance avec son frère Charles et son ami Frédéric-Guillaume Maurice 
une revue scientifique, littéraire et économique : la Bibliothèque britannique. Le principe de la publication est le suivant : une sélection et une traduction en français des meilleurs articles scientifiques publiés en Angleterre. Charles Pictet s’occupe de la partie littéraire et agronomique alors que Marc-Auguste Pictet se charge de la partie Sciences et Arts.  Cet organe est un outil de diffusion du savoir scientifique et technique, ainsi qu'un véhicule des valeurs d'émulation et de méritocratie, associées dans l'esprit de Pictet au développement de l'industrie et de l'agriculture scientifique. Le périodique accorde un traitement de faveur à des auteurs dont les recherches ont un aspect pratique, comme celles de Benjamin Thompson sur la chaleur, ou à des chercheurs qui  mettent particulièrement à l'honneur la science anglaise, comme Humphry Davy, gentleman et savant qui découvrit de nouveaux éléments chimiques (sodium, potassium) grâce à l'électrolyse et inventa la lampe de sûreté pour les mineurs. 
La Bibliothèque Britannique publie chaque mois les relevés d'une station météorologique permanente, située à partir de 1798 sur le bastion St-Léger. La coordination et la standardisation des relevés météorologiques restera pour Pictet un sujet de préoccupation permanent. Sa volonté d'élucider les mécanismes des précipitations atmosphériques le pousse à établir en 1817 une station météorologique d'altitude au Grand St-Bernard. 
En 1816, le périodique prend le nom de Bibliothèque universelle et s’ouvre aux publications de l’Europe entière. Vers la fin de sa vie, Pictet sera néanmoins effrayé par les conséquences sociales du développement industriel en Angleterre, en particulier la paupérisation des classes laborieuses sous l'effet du machinisme,. Il s'efforcera, sans grand succès d'ailleurs, de mettre sur pied une association philanthropique pan-européenne: la "Société européenne du bien public" (1818-1819). À partir de 1815, il joue un rôle important dans la fondation et dans le développement de la Société Helvétique des Sciences Naturelles, dont il préside la réunion annuelle de 1820, organisée pour la seconde fois à Genève.

## Carrière politique
Homme de compromis et politiquement modéré, Marc-Auguste est élu en 1782 au Conseil des Deux-Cents mais démissionne une année plus tard, ne voulant pas cautionner un gouvernement réactionnaire. Après le triomphe de la Révolution à Genève, il est élu en 1793 avec son frère à l’Assemblée nationale nouvellement créée. Les abus du jacobinisme poussent cependant les deux frères à démissionner quelques mois plus tard. La France ayant annexé Genève, Marc-Auguste Pictet  est appelé à co-signer un traité de Réunion qui laisse à la ci-devant république l'administration de ses biens bourgeoisiaux, qui incluent le Collège et l'Académie (avril 1798). Sous le Consulat, il est élu membre du Tribunat le 27 mars 1802, en remplacement de Benjamin Constant. Il tentera vainement d'y plaider pour la liberté du commerce et pour la paix avec l'Angleterre. Il est fait chevalier de la Légion d'honneur en 1804 et chevalier de l’Empire en 1808. Nommé inspecteur général de l'instruction publique (1807), il devient inspecteur général de l'Université impériale (1808) et fait de nombreuses tournées d'inspection jusqu'à la chute de l'Empire. En 1810, il refuse néanmoins de devenir recteur de l'Académie de Strasbourg et tombe dans une demi-disgrâce. 
En 1815, Pictet est l'une des chevilles ouvrières de la fondation, à Genève, de la Société Helvétique des Sciences Naturelles. Il était lui-même correspondant de plusieurs académies étrangères, dont la Royal Society de Londres (1790), la Royal Society d'Edimbourg (1796) et de la Première Classe de l'Institut de France (1802).

## Publications
- Essais de physique, t.1: Essai sur le feu, Genève, 1790; trad. all.:Versuch über das Feuer, Tübingen, 1790; trad. angl.: An Essay on Fire, London, 1791.
- Voyage de trois mois en Angleterre, en Ecosse et en Irlande pendant l’été de l’an IX (1801 v.st.), Genève, an XI (1802 v.st.).
- Syllabus du cours physico-technique donné au Musée académique de Genève, 1819-20, Genève, 1820.
- « Considérations sur la météorologie et résultats d'observations faites à Genève pendant l'année 1778 », in Mémoires de la Société des arts, t.1/2, 1780, pp. 157-168.
- « Comparaison du mètre définitif avec un étalon des mesures anglaises rapporté de Londres », Biblio. Brit., 19, 1802, pp. 109-122; trad. angl., in Nicholson Journal, 2, 1802, pp. 244-252; trad. angl., in Royal Institution Journal, 1, 1802, pp. 122-131; trad. angl., in Philosophical Magazine, 12, 1802, pp. 229-235
- « Description du baromètre portatif de Deluc, amélioré par M.-A. Pictet », Biblio. Brit., 22, 1803, pp. 309-335.
- « Note sur la position géographique de Genève et sur d'autres résultats géodésiques et barométriques », Biblio. Brit., 41, 1809, pp. 305-323.
- « Notice sur la mesure des hauteurs par le baromètre », Biblio. Brit., t.43, 1810, pp. 19-42, 91-119, 299-335 et t. 44, 1810, pp. 3-41.
- « Sur les variations que peut éprouver dans la longueur une barre de fer soumise à l'action de diverses forces », Biblio. Univ., 1, 1816, pp. 171-200.
- « Considérations sur les taches du soleil et observations de celles qui ont paru l'année dernière et celle-ci », Biblio. Univ., 2, 1816, pp. 185-193; trad. angl. in Gilbert Annals, 58, 1818, pp. 417-425.
- « Résumé des observations météorologiques, thermométriques, hygrométriques faites chaque jour au lever du Soleil et à deux heures après midi à Genève et à l'Hospice du St-Bernard pendant 15 mois... », Biblio. Univ., t.10, 1819, pp. 14-23, 170-175 et 260-269.
- « Notice sur la contrée basaltique des départements du Rhin et Moselle et de la Sarre », Mémoires de la SPHN, 1, 1821, pp. 137-167.
- « Expériences sur certaines modifications du calorique dans l'appareil voltaïque, faites à Florence avec l'aide du professeur Gazzeri », in Biblio. Univ., 16, 1821, pp. 176-185 et 286-295.
- « Mémoire sur les glacières naturelles qu'on trouve dans quelques grottes du Jura et des Alpes », Biblio. Univ., 20, 1822, pp. 261-284.
- « Description d'une lunette à monture équatoriale, avec un procédé nouveau pour éclairer les fils du micromètre sans que le champ de la lunette reçoive de la lumière », Biblio. Univ., 23, 1823, pp. 22-37.
- « Observations de la planète Mars près de son opposition, précédées de quelques considérations générales sur ce phénomène », Biblio. Univ., 25, 1824, pp. 249-259.

## Postérité
Depuis 1990 et tous les deux ans, est distribué un Prix Marc-Auguste Pictet par la Société de physique et d'histoire naturelle de Genève, destiné à un jeune chercheur dans le domaine de l’histoire des sciences, et également une médaille à son effigie que l’on décerne à un historien des sciences en reconnaissances de ses travaux. Il existe également un cratère Pictet sur la lune.